# Dassault Systèmes
Dassault Systèmes (pronuncia inglese /dəˈsoʊ/; pronuncia francese: [daˈso]; denominazione abbreviata 3DS), "The 3DEXPERIENCE Company", è una società europea del settore software che sviluppa soluzioni di progettazione in 3D, digital mock-up (bozzetto digitale) in 3D e gestione del ciclo di vita dei prodotti (PLM) con sede a Vélizy-Villacoublay, nell'Île-de-France, in Francia, di proprietà del Gruppo Dassault.

## Storia
Dassault Systèmes (NYSE Euronext:DSY) è una controllata di Dassault Group fondata nel 1981 da Avions Marcel Dassault per sviluppare un software per la progettazione assistita da computer (CAD) chiamato CATIA. Il Governo francese, azionista dal 2001, ha venduto nel 2003 una quota del 15,74% della società per 601 milioni. Nel 2011 Dassault Group deteneva il 42,2% delle quote azionarie. Dassault Systèmes ha trasferito la sede principale da Suresnes a Velizy-Villacoublay nel novembre 2008. La nuova sede europea nella periferia sud-occidentale di Parigi, viene solitamente chiamata 3DS Paris Campus. Un altro campus è stato creato nel 2011 a Waltham, Massachusetts, a ovest di Boston (Stati Uniti) ed è chiamato 3DS Boston Campus.
Dassault Systèmes sviluppa e commercializza soluzioni software e servizi per il PLM.
I clienti sono aziende dei seguenti settori industriali: Aerospaziale e Difesa, Architettura, Ingegneria e Costruzioni, Prodotti di Largo Consumo - GDO, Energia e Industria di Processo, Finanza e Servizi alle Imprese, High Tech, Macchine e Impianti Industriali, Bioscenze, Navale e Offshore, Risorse Naturali, e Trasporti e Mobilità.
Nel maggio 2008 Dassault Systèmes è stata fra i firmatari del Patto SME, un accordo per lo sviluppo delle piccole e medie imprese francesi.
Periodo CAD/CAM
Dassault Systèmes nasce ufficialmente nel 1981 ma di fatto comincia a operare nel 1977, con 15 ingegneri di Avions Marcel Dassault - guidati da Francis Bernard, progettista aeronautico - che si occupavano di supportare il processo di costruzione degli aeroplani. Inizialmente il loro compito è sviluppare un software per la progettazione in 3D assistita da computer (CATIA, allora chiamato CATI), solo a supporto dei progetti aeronautici, ma gli ingegneri estendono in seguito il raggio d'azione ad altri settori industriali.
Nel 1980 viene creata una nuova società - guidata da Francis Bernard - per la progettazione e la produzione assistite da computer (CAD/CAM).
Dassault Systèmes inizia quindi a operare nel 1981 con un solo cliente (Avions Marcel Dassault) e 25 ingegneri. Viene siglato un accordo con IBM per la vendita di CATIA. In base all'accordo di licenza non esclusiva, con condivisione dei ricavi al 50%, CATIA viene commercializzato da IBM come prodotto di IBM.
CATIA si espande nell'industria automobilistica (BMW, Mercedes e Honda). L'azienda entra in altri settori, dai prodotti di largo consumo ai macchinari e impianti industriali, fino alla costruzione navale. Alla metà degli anni Ottanta la stessa IBM diventa cliente, adottando CATIA.
Nel corso degli anni Dassault Systèmes estende il raggio d'azione a Stati Uniti, Giappone e Germania.
Periodo PLM
Nei primi anni 2000 la definizione di CAD/CAM viene rimpiazzata da PLM, acronimo di Product Lifecycle Management (gestione del ciclo di vita dei prodotti). Vengono creati nuovi marchi: DELMIA per la produzione manifatturiera, ENOVIA per la collaborazione all'interno e all'esterno dell'azienda, SIMULIA per analisi e simulazione, SolidWorks per la modellazione in 3D e 3DVIA per la visualizzazione in 3D.
Nel 2007, contestualmente alla nascita del nuovo marchio 3DVIA, Dassault Systèmes sviluppa il PLM 2.0, legato al concetto del Web 2.0 di "rete come piattaforma". L'azienda lancia il PLM online con la piattaforma Versione 6. Questa strategia viene perseguita con numerose acquisizioni, quali: nel 2010 l'acquisto di Exalead per potenziare le capacità di ricerca online, nel 2012 l'acquisto di Netvibes per il monitoraggio dei social media attraverso dashboard (cruscotti), nel 2012 l'acquisto di Gemcom per la modellazione e la simulazione del pianeta, e nel 2013 SIMPOE per la simulazione dell'iniezione plastica. Nello stesso anno Dassault Systèmes annuncia il primo piano per la tutela dell'occupazione secondo la Legge di Modernizzazione Sociale del 17 gennaio 2002, in seguito alla chiusura del centro di ricerca di Grenoble.
Tappe
- 1981: Nascita di Dassault Systèmes.
- 1992: Dassault Systèmes acquisisce CADAM, software CAD/CAM bidimensionale di IBM, e crea Dassault Systèmes Americas Corp.
- 1997: Dassault Systèmes acquisisce SolidWorks, azienda che sviluppa soluzioni per la progettazione meccanica.
- 1998: Dassault Systèmes acquista le attività di IBM Product Data Management (PDM) e crea Enovia Corporation
- 1999: Dassault Systèmes acquisisce la società israeliana  Smart Solutions Ltd. che sviluppa il software PDM SmarTeam e in seguito TeamWorks, soluzione integrata per la gestione dei flussi di lavoro con SolidWorks.
- 2000: viene lanciato il marchio DELMIA dopo tre acquisizioni: (i) Deneb Robotics, azienda statunitense specializzata in simulazione robotica, (ii) Safework, società canadese specializzata in tecnologia di modellazione umana, e (iii) EAI-DELTA, azienda tedesca specializzata in software per la gestione dei processi manifatturieri. Nello stesso anno Dassault Systèmes acquisisce anche Spatial Technology, azienda statunitense che sviluppa e vende componenti software, fra cui ACIS.
- 2002: Geometric e Dassault Systèmes creano una joint venture chiamata 3D PLM Software Solutions Ltd., con quote rispettivamente del 58% e 42%.
- 2005: Dassault Systèmes acquisisce Abaqus Inc. dal quale crea il marchio SIMULIA. Nello stesso anno acquisisce anche Virtools SA.
- 2006: Dassault Systèmes acquisisce MatrixOne Inc. per creare la nuova generazione del marchio ENOVIA. Nello stesso anno Dassault Systèmes acquisisce anche Dynasim AB, società svedese specializzata in software di modellazione e simulazione per sistemi embedded, nell'ottica della strategia di sviluppo di CATIA Systems.
- 2007: Dassault Systèmes lancia il marchio 3DVIA e allo stesso tempo acquisisce Seemage,  leader nella creazione di documentazione di prodotto interattiva in 3D: dall'operazione nasce la linea di prodotti 3DVIA Composer. Virtools si aggiunge al marchio 3DVIA e diventa 3DVIA Virtools. Nello stesso anno Dassault Systèmes acquisisce ICEM Ltd, società britannica nota nel settore automobilistico per i suoi software di stile, modellazione di superfici e rendering.
- 2010: Dassault Systèmes acquisisce Exalead Inc. Nello stesso anno acquisisce anche la forza vendite e l'assistenza di IBM (tutti i contratti di assistenza e circa 700 addetti) per l'attività relativa al software PLM (Product Lifecycle Management).
- 2011: Dassault Systèmes acquisisce Intercim LLC ed Enguinity PLM.
- 2011: Dassault Systèmes e Gehry Technology siglano un accordo che consente a entrambe di vendere il prodotto Digital Project attraverso i rispettivi canali.
- 2012: Dassault Systèmes acquisisce Netvibes.
- 2012: Dassault Systèmes acquisisce Gemcom.
- 2013: Dassault Systèmes acquisisce FE Design
- 2013: Dassault Systèmes acquisisce Safe Technology Limited
- 2013: Dassault Systèmes acquisisce Simpoe
- 2013: Dassault Systèmes acquisisce Apriso.
- 2014: Dassault Systèmes acquisisce Accelrys Corp.
- 2014: Dassault Systèmes acquisisce Quintiq.
- 2015: Dassault Systèmes acquisisce Modelon GmbH.
- 2015: Dassault Systèmes cambia ragione sociale in Società Europea (societas Europaea)

## Marchi e prodotti
- CATIA, progettazione di prodotti
- SolidWorks, offre prodotti per la progettazione meccanica in 3D, la simulazione, la gestione dei dati di prodotto e la collaborazione.
- DELMIA, è un software di simulazione della fabbrica
- ENOVIA, evoluzione del VPM (Virtual Product Management) e del successivo VPLM nonché del DMU proveniente dalle acquisizioni SmartTeam e MatrixOne. ENOVIA fornisce l'infrastruttura di collaborazione per il software PLM dell'azienda.
- SIMULIA, automatizza i processi di simulazione standard
- 3DVIA, Composer, che consente di fornire istruzioni di montaggio, illustrazioni tecniche e materiali di marketing utilizzando immagini 3D: sulla base di 3DVIA è stato sviluppato il formato di file proprietario 3D denominato 3DXML.
- EXALEAD, è un'infrastruttura per motori di ricerca tramite applicativi specifici per la ricerca e Internet.
- NETVIBES, fornisce cruscotti intelligenti (dashboard) per monitorare e gestire in tempo reale le informazioni pubblicate sul web.
- GEOVIA, fornisce soluzioni software per l'industria mineraria ed estrattiva.
- 3DSWYM, è una piattaforma per la condivisione di informazioni all'interno e all'esterno delle organizzazioni.
- BIOVIA, offre un ambiente per la biologia, la chimica e la scienza dei materiali.
- 3DEXCITE, fornisce soluzioni per la visualizzazione in 3D.

## Prodotti
- DraftSight, software computer aided design
- CAA V5, ambiente di sviluppo che permette a CATIA, DELMIA e ENOVIA interfacciarsi con altre applicazioni utilizzando C++ e Java.
- Spatial, componenti di modellazione e visualizzazione 3D. Questo marchio ha portato all'acquisizione nel 2000 di Spatial Technology, che possedeva il software di modellazione ACIS.
- Perfect Order, soluzione industriale per le risorse naturali che aiuta le aziende di estrazione mineraria a migliorare l'efficienza della catena di fornitura e la redditività